# Импфлинген
Импфлинген (нем. Impflingen) — община в Германии, в земле Рейнланд-Пфальц.
Входит в состав района Южный Вайнштрассе. Подчиняется управлению Ландау-Ланд. Население составляет 799 человек (на 31 декабря 2010 года). Занимает площадь 5,18 км².